# Adriana Janacópulos
Adriana Janacópulos   (Petrópolis, 1897 - 1978) va ser una escultora brasilera del segle xx.

## Biografia
Adriana Janacopulos va néixer a Petrópolis, Rio de Janeiro el 1897. D'ascendència grega, era neboda del polític Pandiá Calógeras. Després de la mort de la seva mare, Adriana es va traslladar a París amb la seva germana Vera, que es convertiria en cantant lírica.
A París, Janacopulos va estudiar escultura amb Léo Laporte-Blairsy, Raoul Larche i Antoine Bourdelle i va fer amistat amb Amedeo Modigliani, Jacques Lipchitz i artistes de la colònia russa.
Es va casar amb l'escultor rus Alexandre Wolkowyski, amb qui va tenir dues filles.
Quan va esclatar la Primera Guerra Mundial, les germanes Janacópulos es van traslladar a Bèlgica i després a Ginebra, Suïssa. Acabada la guerra, va tornar a París, exposant les seves obres en diversos salons artístics, com el Salon d'Automne i les Tulleries. Va conviure amb els artistes brasilers del modernisme, com Anita Malfatti, Victor Brecheret i Di Cavalcanti, participant a l'Exposició d'Art Llatinoamericà de 1924.

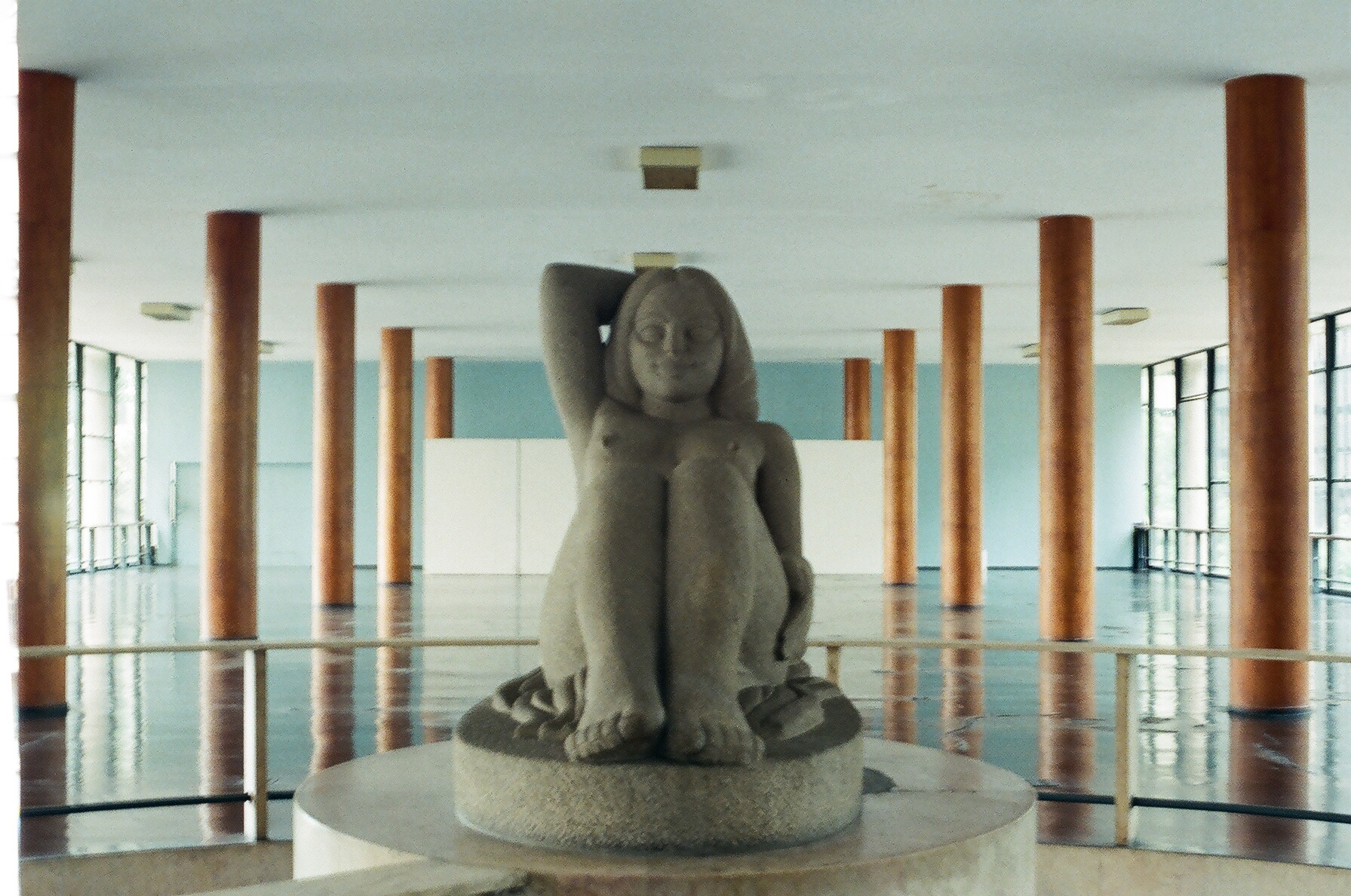
Mulher sentada, 1938.

Janacópulos es va divorciar de Wolkowyski el 1926. Va continuar exposant a París fins que va tornar al Brasil el 1932. Amb el suport del seu oncle i de l'Associació d'Artistes Brasilers, Janacopulos va realitzar la seva primera i única exposició individual al Brasil al Palace Hotel de Rio de Janeiro. L'exposició va comptar amb la presència d'artistes i polítics.
Va rebre encàrrecs d'individus i agències governamentals. Va esculpir la tomba del poeta Felipe d'Oliveira el 1933 i el 1935 va fer tres monuments en honor als morts de la Revolució Constitucionalista de 1932 per a les facultats de dret, medicina i enginyeria de la Universitat de São Paulo.
L'any 1938 Janacópulos va rebre un encàrrec del Ministeri d'Educació i Sanitat per esculpir una obra per al palau Gustavo Capanema. Va participar en la primera Biennal d'Art de São Paulo, l'any 1951.
Després de la mort de Vera el 1955, Adriana va homenatjar la seva germana amb un bust, inaugurat el 1958 a la plaça de París, a Rio de Janeiro.